# Ute Bales

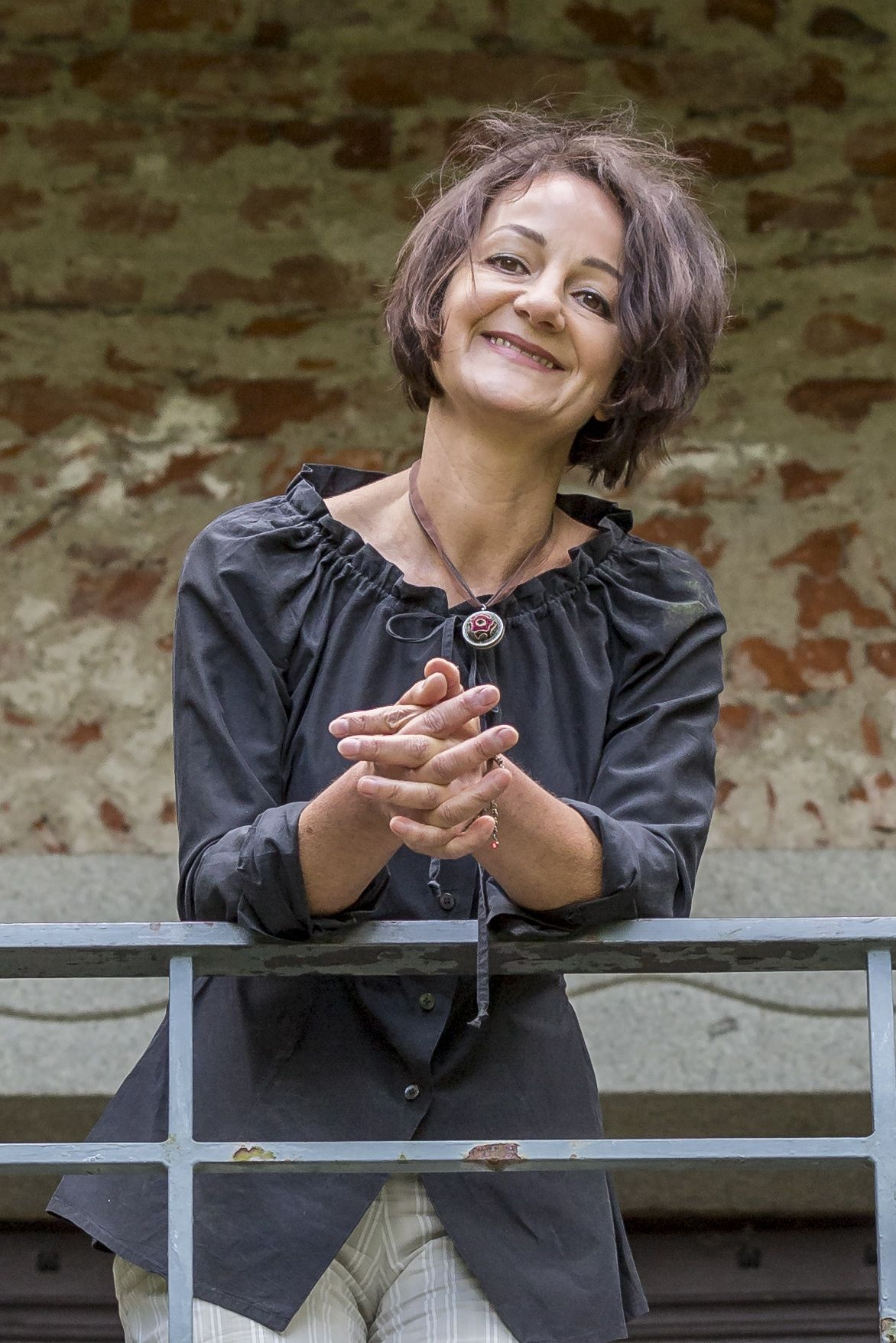
Ute Bales

Ute Bales (* 7. April 1961 in Borler) ist eine deutsche Schriftstellerin.

## Leben
Bales wuchs in Gerolstein auf, besuchte dort das St.-Matthias-Gymnasium. Nach dem Abitur studierte sie in Gießen und Freiburg Germanistik, Politologie und Kunst. Das Studium schloss sie mit dem Magister (M.A.) in Neuerer deutscher Literaturgeschichte sowie Wissenschaftliche Politik ab.
Ute Bales lebt als freie Schriftstellerin in Freiburg im Breisgau.
Sie ist Mitglied im Literaturwerk Rheinland-Pfalz-Saar e.V. und im Literarischen Verein der Pfalz. Außerdem gehört sie dem Verein zur Förderung künstlerischen Wirkens e.V. Weißenseifen/ Eifel an.

## Werke
Schwerpunkte ihrer schriftstellerischen Arbeiten sind Romane.
In ihrem Erstlings- und Folgeroman sind Landschaft und Menschen untrennbar verbunden. Das Charakteristische der Eifellandschaft und ihrer Bewohner ist der Ausgangspunkt eines Erzählstils, der in knappen psychologischen Studien den Menschen als „einsam, verloren, in einem missverstandenen Raum“ in und mit seinem Leiden zeigt. Die Protagonisten erleben sich auf scheinbar sinnlosen und diffusen Wegen, stetig zustrebend auf einen Punkt der Katastrophe, aber in völliger Freiheit und Größe. (Verlag Pi, Weißenseifen)
Im 2006 veröffentlichten Debütroman Der Boden dunkel schildert Ute Bales die ungewöhnliche, wie verhängnisvolle Geschichte des Träumers Klaus Henkes vor dem Hintergrund eines Eifeldorfes im Kylltal nach dem Einrücken der US-amerikanischen Truppen zum Ende des Zweiten Weltkrieges. 2018 erschien eine überarbeitete Neuauflage unter dem Titel Amerika ist weit.
Der Roman Kamillenblumen (2008) erzählt die Geschichte einer Hausiererin, die im Frühjahr 1901 auf die Straße geriet. Romangrundlage bildet das Leben von Gertrud Feiler aus Kolverath, die in der ersten Hälfte des vergangenen Jahrhunderts als „Kamillenblumenverkäuferin“ durch die Eifel zog. Das Leben der Kolverather Traud wurde Teil des Projektes „Geschichtserlebnisregion“ der Verbandsgemeinde Kelberg, für die Bales eine Patenschaft übernahm. Ende Mai 2022 wurde der Familien-Themenrundweg „Spuren der KamillenTraud“, der den Lebensweg der Romanprotagonistin nachzeichnet, in Kolverath in Anwesenheit der Autorin eröffnet. Der Weg ist Teil des KuLaDig-Projektes.
Dem Roman Peter Zirbes (2010) liegt die Geschichte des ersten Eifeldichters und gleichzeitig wandernden Porzellanhändlers Peter Zirbes zugrunde.
Unter dem großen Himmel (Untertitel: Pitt Kreuzberg – Geschichte eines Unbeirrbaren) (2012) zeichnet die Biografie des Malers Pitt Kreuzberg aus Ahrweiler nach, der sich unbeirrbar und leidenschaftlich der Kunst verschrieb.
Der Roman Großes Ey (2014) beschreibt das Leben und Wirken der legendären Düsseldorfer Galeristin Johanna Ey.
Hintergrund des Anfang 2016 erschienenen Romans Die Welt zerschlagen ist die Lebensgeschichte der Kölner DADA-Künstlerin Angelika Hoerle. Der italienisch-kanadische Komponist Ennio A. Paola hat 2015 zu dem Werk ein Musikstück komponiert: Comets & Shadows" – Sound Signature for projects on the brief life & times of Dada of Cologne Artist Angelika Hoerle, welches zu Lesungen der Autorin u. a. im Künstlerhaus Schloss Balmoral (Bad Ems), im Cabaret Voltaire (Zürich), in Simonskall aufgeführt wurde. 2019 gab es eine Uraufführung des Stücks in einer Version für ein Streichquartett.
Der Roman Bitten der Vögel im Winter erzählt von der Verfolgung der Sinti und Roma und von Eva Justin, einer der bekanntesten „Rassenforscherinnen“ in der Zeit des Nationalsozialismus. Eva Justin war überzeugt von der Idee eines „sauberen Volkes“ und hat mit ihrer pseudowissenschaftlichen Arbeit maßgeblich dazu beigetragen, dass Tausende Sinti und Roma ermordet, gedemütigt und verstümmelt wurden. In einem Interview führt die Autorin aus, warum sie gerade aus der Täter- und nicht wie so oft aus der Opferperspektive geschrieben hat. Sie sieht keine Gefahr, dass angesichts der geschilderten, tatsächlich erfolgten grauenhaften Taten als Folge der ideologisch verblendeten Handlungsweise eine „Verherrlichung“ der Täter entstehen könnte: „... Kunst muss an Grenzen stoßen. Literatur muss betroffen machen, sonst kann sie nichts ausrichten. Sie darf auch ratlos machen, denn dann regt sie zum Denken an...“ und „...Unsere Kultur häuft seit Jahrhunderten rassistische Diskriminierungsmuster an. Das ermöglicht uns, andere zu verachten. Das gilt derzeit wieder ganz besonders für Minderheiten wie Juden, Sinti und Roma...“.
Der 2021 erschienene Roman Vom letzten Tag ein Stück erzählt „...vom Fortgehen und Bleiben und vom Verschwinden einer Landschaft mit einer langen Vergangenheit...“. Bertram, Protagonist des Romans, wächst an einem der Eifelvulkane auf. Er begreift den massiven Abbau von Vulkangestein in seiner Heimat als Umweltkatastrophe und beginnt sich zu wehren. Doch so wie die Berge seiner Heimat unwiderruflich verschwinden, verschwindet eines Tages auch er. Der Roman beschreibt den Verlust von Heimat und damit den Verlust von Gemeinschaft, Geschichte und Identifikation. Der seit der Industrialisierung stattfindende Raubbau an den Ressourcen der Erde hat beängstigende Ausmaße angenommen. Für Bertram steht fest: „So ein Berg darf nicht einem gehören, auch nicht allen, sondern – niemandem.“ In einem Zeitungsinterview ergänzt Bales sinngemäß: „Wer einen Berg zerstört, zerstört ein System“. Und: „Wir befinden uns in einer dramatischen Situation, was die Umwelt angeht, und ich befürchte, wir erleben gerade vom letzten Tag ein Stück“.
.
Im Frühjahr 2023 wurde der Roman Am Kornsand veröffentlicht. Er beschäftigt sich mit der Frage nach Schuld und zeigt, dass Schuld individuell ist und persönlich getragen werden muss. Erzählt wird die Geschichte des 18-jährigen Hans Kaiser, der sich im März 1945, nur ein paar Stunden bevor die US-amerikanischen Truppen vorrücken, an dem der Stadt Nierstein gegenüberliegenden Rheinufer, dem Kornsand, zu einer unfassbaren Tat überreden lässt. Seine spätere Familie weiß nichts davon, bis 40 Jahre später der stern darüber berichtet. Neben der Geschichte des Täters wird auch die seiner Tochter erzählt, die an einer Hautkrankheit leidet, die Ende der 1970er Jahre in einem Verschickungsheim kuriert werden soll. Ute Bales zieht eine Geschichte aus der Vergangenheit in die Gegenwart und richtet den Blick auf das, was Vergangenheit mit Gegenwart macht. Hintergrund des Romans ist das historisch verbriefte Kornsandverbrechen.

## Preise und Auszeichnungen
- 2010 erhielt Bales für den Roman Peter Zirbes den Sonderpreis im Wettbewerb Buch des Jahres (Rheinland-Pfalz).[8]
- 2014 erreichte sie mit Peter Zirbes das Finale des Rheinischen Literaturpreises Siegburg
- 2018 wurde Bales mit einem Martha-Saalfeld-Förderpreis des Landes Rheinland-Pfalz für das Buchprojekt Bitten der Vögel im Winter bedacht.[9] Studierende der Universität Koblenz-Landau erstellten anlässlich der Preisverleihung ein Filmprojekt zum Buch.[10]
- 2019 war Bitten der Vögel im Winter zum Hauptpreis des Pfalzpreises für Literatur nominiert.[11]
- 2023 Landeskind-Stipendiatin des Landes Rheinland-Pfalz im Künstlerhaus Edenkoben/Südpfalz[12]
- 2023 Nominierung für den Hauptpreis des Pfalzpreises für Literatur mit dem Roman "Am Kornsand"
- 2024 Auszeichnung im Anthologie-Wettbewerb des VS Rheinland-Pfalz für die Kurzgeschichte „Alles im Kopf“
- 2024 Publikumspreis der Gruppe 48 e.V. im Literaturwettbewerb Prosa 2024 für die Kurzgeschichte „Überleben“[13]

## Bibliographie

### Romane
- Der Boden dunkel. Iatros-Verlag, Nierstein/Rhein 2006, ISBN 3-937439-69-2.
- Kamillenblumen. Rhein-Mosel-Verlag, Zell/Mosel 2008, ISBN 978-3-89801-215-7.
- Peter Zirbes. Rhein-Mosel-Verlag, Zell/Mosel 2010, ISBN 978-3-89801-048-1.
- Unter dem großen Himmel. Rhein-Mosel-Verlag, Zell/Mosel 2012, ISBN 978-3-89801-057-3.
- Großes Ey – Die Lebensgeschichte der Johanna Ey. Rhein-Mosel-Verlag, Zell/Mosel 2014, ISBN 978-3-89801-072-6.
- Die Welt zerschlagen. Rhein-Mosel-Verlag, Zell/Mosel 2016, ISBN 978-3-89801-080-1.
- Amerika ist weit. Rhein-Mosel-Verlag, Zell/Mosel 2018, ISBN 978-3-89801-400-7.
- Bitten der Vögel im Winter. Rhein-Mosel-Verlag, Zell/Mosel 2018, ISBN 978-3-89801-402-1.
- Vom letzten Tag ein Stück. Rhein-Mosel-Verlag, Zell/Mosel 2021, ISBN 978-3-89801-442-7.
- Am Kornsand. Rhein-Mosel-Verlag, Zell/Mosel 2023, ISBN 978-3-89801-465-6.

### Erzählungen
- Keiner mehr da. Rhein-Mosel-Verlag, Zell/Mosel 2024, ISBN 978-3-89801-477-9.

### Kurzgeschichten und Essays
- Punkt zwischen Himmel und Erde. In: Sigfrid Gauch, Michael Au, Volkhard Brandes (Hrsg.): Über das Ende hinaus (= Jahrbuch für Literatur). Band 17. Brandes & Apsel, Frankfurt/M. 2011, ISBN 978-3-86099-885-4.
- Punkt zwischen Himmel und Erde. In: Oskar Lautwein, Christa und Winfried Schneider, Walter Feltes, Erich Gerten (Hrsg.): Ich bin ein fahrender Sänger, Gesamtwerk des ersten Eifeldichters Peter Zirbes. Verbandsgemeinde Wittlich-Land, Wittlich 2012, ISBN 978-3-00-040145-9.
- Peter Zirbes. In: Monika Böss, Gabriele Keiser (Hrsg.): SchreibOrte – wo Literatur entsteht. Rhein-Mosel-Verlag, Zell/ Mosel 2013, ISBN 978-3-89801-825-8.
- Der Mann im Bach. In: Mario Reis (Hrsg.): Naturaquarelle Kreis Euskirchen. KunstForumEifel, Schleiden-Gemünd 2015 (blurb.de [abgerufen am 18. März 2021]).
- The Man in the Stream. In: Mario Reis (Hrsg.): Natural Watercolors Eifel Project. 2015 (blurb.de [abgerufen am 18. März 2021]).
- Klassenbild 1980. In: Decision - Kulturzeitschrift in Europa. Nr. 103, 2015, S. 23.
- Über „Geschenkt & Geschenkt II“, neue Gedichte u. Prosa von Jochen Arlt. Blickpunkt, Euskirchen 2016.
- Ankunft in Borler. In: Manfred Lang u. Ralf Kramp (Hrsg.): Die Eifel – das Beste, Ein Lesebuch aus dem rauen Land der sanften Menschen (= Edition Eyfalia). KBV, Hillesheim 2017, ISBN 978-3-95441-329-4.
- Flashback/Rückblende. In: Anneliese Fikentscher u. a. (Hrsg.): Das Krokodil, Grundsatzschrift über die Freiheit des Denkens. Band 24. Köln März 2018 (das-krokodil.com [abgerufen am 18. März 2021]).
- Ein Bad in der winterlichen Kyll. In: Joseph Groben (Hrsg.): Das stille Tal der Kyll. Verlag Michael Weyand, Trier 2018, ISBN 978-3-942429-99-3.
- Richtung Süden. In: VS RLP (Hrsg.): NeuAnfang. Rhein-Mosel-Verlag, Zell/Mosel 2022, ISBN 978-3-89801-239-3.
- Alles im Kopf. In: VS RLP (Hrsg.): Leuchttürme landwärts. Rhein-Mosel-Verlag, Zell/Mosel 2024, ISBN 978-3-89801-241-6.

## Podcasts
- Verschweigen und ausschwitzen. Ute Bales Roman Am Kornsand in: Podcast Literatur der VHS Kaiserslautern. Podcastabruf